# آرگو (فیلم ۲۰۱۲)
آرگو (به انگلیسی: Argo)، یک فیلم آمریکایی در ژانر درام تاریخی دلهره‌آور به کارگردانی بن افلک است که در سال ۲۰۱۲ منتشر شد. داستان این فیلم دربارهٔ وقایع بحران گروگان‌گیری در سفارت ایالات متحده آمریکا در تهران است و به ماجرای فرار ۶ دیپلمات آمریکایی می‌‌پردازد که تحت هویت‌های جعلی عوامل یک فیلم سینمایی به نام آرگو از ایران خارج می‌شوند. بن افلک، آلن آرکین، برایان کرانستون بازیگران فیلم هستند. تهیه‌کنندگان این فیلم بن افلک، جرج کلونی و گرانت هسلو هستند.
آرگو نامزد هفت جایزهٔ مختلف در هشتاد و پنجمین دوره جوایز اسکار بود و در نهایت سه اسکار بهترین فیلم، بهترین فیلمنامهٔ اقتباسی و بهترین تدوین را کسب کرد. این نخستین‌بار از سال ۱۹۸۹ و برنده‌شدن رانندگی برای خانم دیزی بود که فیلمی بدون نامزدی برای عنوان بهترین کارگردانی، برندهٔ اسکار بهترین فیلم می‌شد. آرگو نامزد پنج جایزه گلدن گلوب شد که دو جایزه (بهترین فیلم درام و بهترین کارگردانی) را از آن خود کرد؛ آرگو همچنین برنده جایزه بهترین فیلم از طرف انجمن تهیه‌کنندگان آمریکا شد. این فیلم با ۹۳٪ امتیاز بالایی را با رای کاربران سایت راتن تومیتوز به‌دست‌آورد. آرگو همچنین جایزه‌های بهترین فیلم، بهترین کارگردانی و تدوین را از مراسم بفتا به‌دست آورد.

## داستان
در ۱۳ آبان سال ۱۳۵۸ و در گیرودارِ انقلاب ایران گروهی موسوم به دانشجویان پیرو خط امام به سفارت آمریکا در تهران حمله کردند و آن را به تصرف خود درآوردند و کارمندان آمریکایی سفارت را هم به گروگان گرفتند. از میان کارکنان به گروگان گرفته شده، تعداد ۶ نفر موفق می‌شوند از در پشت سفارت به خانه کن تیلور سفیر کانادا در ایران بگریزند.

بعد از گریختن این آمریکایی‌ها جلسهٔ ویژه‌ای در سازمان اطلاعات آمریکا برای فرار آن‌ها صورت می‌گیرد. طی این جلسه نظرات مختلفی مطرح می‌شود و در ابتدا طبق نتیجه‌ای که مأموران سیا می‌گیرند قرار بر این می‌شود که آمریکایی‌ها به وسیله دوچرخه از تهران تا مرز ترکیه درون کوه‌ها دوچرخه سواری کنند چرا که احتمال شناسایی آن‌ها به وسیله رفت‌وآمد با ماشین بسیار بالا می‌رفته‌است. این نظر بعداً توسط تونی مندز که یکی از مأموران کارکشته سیا برای فرار اشخاص است رد می‌شود. در ادامه مأموران سیا سناریویی برای فرار آن‌ها به عنوان معلم‌های خارجی یا مشاوران کشاورزی مطرح می‌کنند که اولی به دلیل قطع رابطه ایران با آمریکا و دومی به دلیل برف سنگین و عدم امکان کشاورزی مناسب رد می‌شود. ادامه جلسه اول با شکست روبرو می‌شود و مأموران به راه‌حل مناسب و عملی دست پیدا نمی‌کنند.

چند روز بعد در حالی که مندز در حال صحبت با پسر خود و مشاهده فیلم سیاره میمون‌ها (نسخه ۱۹۶۸) بود؛ ناگهان متوجه می‌شود که می‌تواند به عنوان گروهی هنرمند وارد ایران شوند که در حال ساخت فیلمی علمی_تخیلی هستند و می‌خواهند فیلمی با سبک و سیاق جنگ ستاره‌ها اما در ایران بسازند. بر اساس نقشه مندز، او و ۶ نفر آمریکایی هویت یک گروه فیلمسازی را به خود می‌گیرند که برای یافتن مکان‌های فیلمبرداری فیلمی علمی-تخیلی به نام «آرگو» به خاورمیانه سفر کرده‌اند.

برای واقعی جلوه دادن این نقشه مندز از عوامل حرفه‌ای در هالیوود بهره گرفت، جان چمبرز، چهره‌پرداز آمریکایی یکی از این افراد بود. به موازات عملیات مندز، تبلیغات این فیلم ساختگی در روزنامه‌ها و مجلات هالیوود به عنوان تولیدی از استودیو ۶ آغاز شد و حتی برای واقعی‌تر جلوه دادن این داستان ساختگی، یکی از این روزنامه‌ها را به‌دست یکی از دیپلمات‌ها دادند که در هنگام خروج همراه خود داشته باشد. مندز در طول دو روز آمریکایی‌ها را برای بازپرسی‌های شدید آماده می‌کند و در حالی که تقریباً همه چیز مهیاست یک تلفن از سیا به او زده می‌شود که عملیات بایستی متوقف گردد. مندز به اوج آشفتگی می‌رسد چرا که وجدان کاری او اجازه نمی‌دهد که جان این ۶ آمریکایی را که به چند نفر از آن‌ها قول صد در صد برای خروج از کشور داده بود به خطر بیندازد. در ابتدا مندز حرف رئیس خود را با اکراه قبول می‌کند و برای رهایی از افکار مختلف رو به نوشیدن مشروبات الکلی و سیگار کشیدن می‌آورد. صبح، آمریکایی‌ها که در خانه سفیر منتظر مندز هستند تا حدودی متوجه تأخیر او می‌شوند. مندز که تمام شب در حال فکر کردن و سیگار کشیدن و مشروب خوردن بود به این نتیجه می‌رسد که نمی‌تواند حرف‌های سیا را قبول کند به همین خاطر در یک تماس سریع با سیا می‌گوید که عملیات را انجام می‌دهد و تلفن را قطع می‌کند. در آن طرف خط رئیس او بسیار عصبانی می‌شود و تلفن را می‌شکند.

آمریکایی‌ها وارد فرودگاه می‌شوند و با اولین بازپرس که مدارک ورود آن‌ها به ایران را پیدا نمی‌کند مواجه می‌شوند. آمریکایی‌ها بدون اینکه توضیح خاصی بدهند نامه وزارت فرهنگ را که نشان می‌دهد که مندز می‌خواهد از ایران دیدن کند به مأمور فرودگاه می‌دهد. مأمور فرودگاه بدون پیدا کردن مدارک، آن‌ها را از بازپرسی اول رد می‌کند. در بازپرسی دوم جوانی با ریش‌های بلند به آن‌ها متذکر می‌شود که شاه رفته و آن دوران دیگر گذشته‌است. یکی از آمریکایی‌ها که نقش کارگردان را دارد برای مردمان ایرانی‌تبار دربارهٔ فیلم صحبت می‌کند و با نشان دادن فیلم‌نامه مصور فیلم و نشان دادن هواپیما و درآوردن صداهای مختلف توجه مردمان ایرانی‌تبار را از مسئله پیش رو منحرف می‌کند. جوان ایرانی پر ریش از آن‌ها می‌خواهد فقط به زبان فارسی حرف بزنند به همین خاطر همان آمریکایی که قرار بود دو روز فقط در ایران بوده باشد شروع به فارسی صحبت کردن می‌کند که با اقبال فراوان کسی متوجه این موضوع نمی‌شود.

در انتها ۶ نفر آمریکایی با هویت جعلی و گذرنامه کانادایی، از مرز قانونی ایران در فرودگاه مهرآباد خارج می‌شوند و با پرواز سوئیس ایر به اروپا می‌گریزند. در پایان، این اتفاق باعث دوستی نزدیک‌تر آمریکا با کانادا می‌شود. صادق قطب زاده کانادا را تهدید می‌کند که تقاص این عمل را پس می‌دهد اما در عمل نمی‌تواند کار خاصی انجام دهد. آمریکاهایی خوشحال از یک پیروزی دیگر در صحنه بین‌المللی می‌خواهند به مندز بالاترین نشان جاسوس آمریکا را بدهند اما چون مندز جاسوس است و نباید هویتش فاش شود در یک جلسه غیر علنی این نشان به او داده و سپس پس گرفته می‌شود و حدود ۲۰ سال بعد این نشان دوباره به مندز اهدا می‌شود. پایان فیلم با جمله‌ای همراه است که می‌گوید اگر دولت‌های جهان با هم متحد شوند می‌توانند در مقابل هرگونه خطرات ناشناخته و غیرقابل حل ایستادگی کنند و این پیروزی سند بزرگی بر این مدعا است.

## بازیگران
- بن افلک در نقش تونی مندز
- برایان کرانستون در نقش جک ادانل
- جان گودمن در نقش جان چمبرز
- آلن آرکین در نقش لستر سیگل
- کایل چندلر در نقش هامیلتون جوردن
- ویکتور گاربر در نقش کن تیلور
- تیت دُنوان در نقش باب آندرس
- مایکل پارکز در نقش جک کربی
- کلیا دووال در نقش کورا لیجک
- تام لنک در نقش راد
- کریستوفر استنلی در نقش تام آهرن
- امید ابطحی در نقش رضا
- تیلر شیلینگ در نقش کریستین مندز

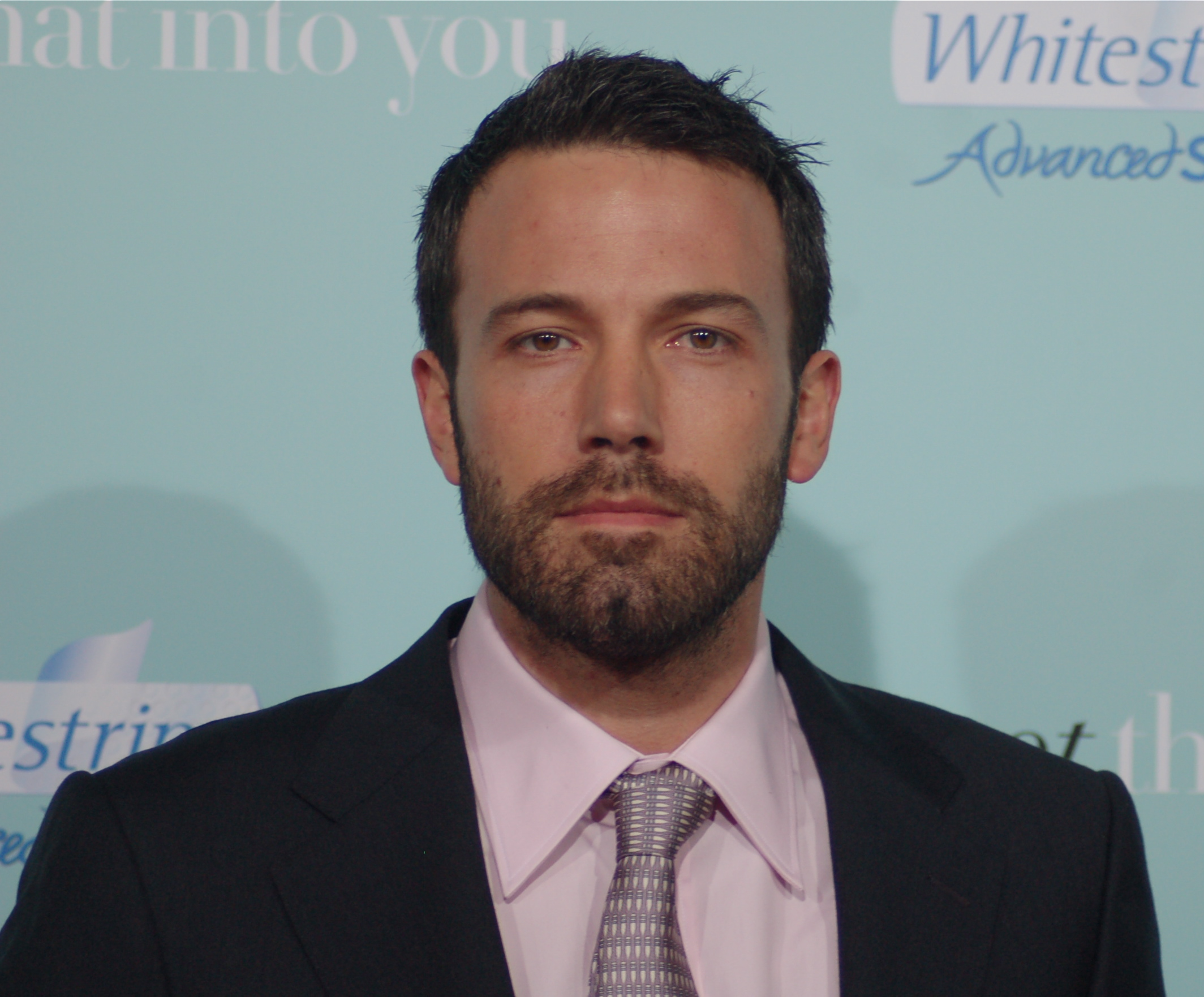
بن افلک بازیگر، تهیه‌کننده و کارگردان آرگو

- کیث سارابایکا در نقش اَدام اِنگـِل
- کری بیشی در نقش کیتی استافورد
- فؤاد حاجی در نقش یکی از اعضای کمیته

## تولید
در سال ۲۰۰۷ میلادی جاشوا بیرمن در مجله وایرد مطلبی با عنوان «چگونه سازمان سیا از یک داستان علمی تخیلی جعلی برای نجات آمریکایی‌ها از تهران استفاده کرد» منتشر کرد و در آن جزئیات نجات ۶ نفر دیپلمات آمریکایی در تهران را توضیح داد. پیش از آن تونی مندز هم خاطرات خود را در پایگاه اینترنتی سازمان سیا منتشر کرده بود. در سال ۲۰۰۷ بر اساس این دو مقاله جرج کلونی به همراه گرانت هسلوف و دیوید کلاوانز پروژه ساخت فیلم را آغاز کردند، در فوریه ۲۰۱۱ بن افلک به عنوان کارگردان به گروه تولید فیلم اضافه شد. انتخاب بازیگران ایرانی از طریق تبلیغات در روزنامه‌های فارسی‌زبان آمریکا انجام شد. بعد از انتخاب بازیگران فیلمبرداری فیلم در ماه اوت ۲۰۱۱ در لوس‌آنجلس کلید خورد. مابقی تصاویر فیلم نیز در شهرهای مک لین ویرجینیا، واشینگتن دی‌سی و استانبول فیلمبرداری شد.
آرگو اولین بار در سی و هفتمین جشنواره فیلم تورونتو به نمایش درآمد و نمایش گستردهٔ آن در سینماهای آمریکا از ۱۲ اکتبر ۲۰۱۲ آغاز شد.

## بازخورد

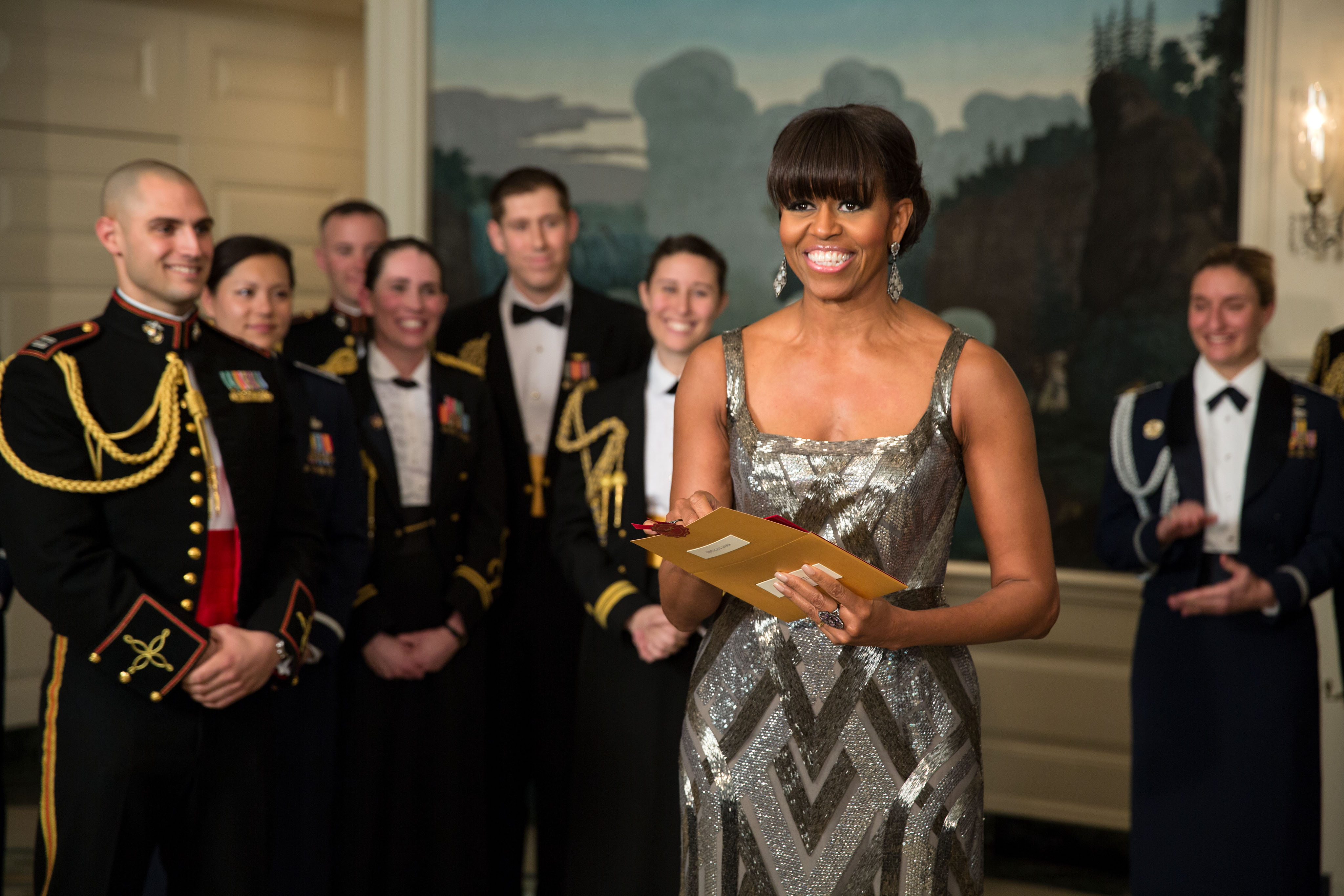
میشل اوباما، بانوی اول ایالات متحده، از کاخ سفید برنده جایزه بهترین فیلم اسکار (آرگو) را اعلام کرد.

فیلم آرگو بازتاب‌های گوناگونی در جامعه ایرانی داشته‌است. بعضی از تماشاگران ایرانی آرگو، فیلم را دارای نگاهی مثبت و پیامی برای صلح میان ایران و آمریکا می‌دانند اما برخی دیگر اعتقاد دارند که سازندگان این فیلم سیاه‌نمایی کرده‌اند و تصویر درستی از ایران و ایرانی ارائه نداده‌اند.
راجر ایبرت به فیلم نمره کامل (چهار ستاره) داده و هنر به کار رفته در فیلم را نایاب توصیف کرد. گری سیک در مصاحبه با رادیو ان پی آر از اینکه در فیلم، با وجود موضوع حاد سیاسی، دست کم یک ایرانی با شخصیت مثبت معرفی شده اظهار خشنودی کرد. تاد مک‌کارتی منتقد هالیوود ریپورتر نوشت که فیلم آرگو یک فیلم دلهره‌آور سیاسی عالی است که جزئیات را هوشمندانه روایت می‌کند. منتقد یواس‌ای تودی نوشت که آرگو یک فیلم دلهره‌آور سیاسی واقعی و هیجان انگیز با طراحی عالی است. در عوض هنری بارنز نویسنده گاردین این‌طور نظر داد که حجم بار تبلیغی موجود در فیلمنامه، کل آن را غیرقابل‌اعتماد ساخته‌است. همچنین سارا شورد، یکی از سه آمریکایی که در سال ۲۰۰۹ در ایران بازداشت شده بود در انتقاد از این فیلم نوشت که آرگو حقیقت‌های ایران را محو می‌کند، و استدلال کرد که قهرمان واقعی این فیلم زن ایرانی است که در سفارت کانادا کار می‌کرده اما در فیلم به او بهای کافی داده نشده‌است. امید حبیبی‌نیا، منتقد فیلم و پژوهشگر ارتباطات سیاسی، هم انتقاد مشابهی را به فیلم وارد کرد و نوشت که «چهره‌ای که از اکثریت مردمان ایرانی‌تبار در فیلم نشان داده شده نه تنها با واقعیت عینی بلکه با واقعیت زمانی آن نیز متفاوت است». از سوی دیگر، پس از نمایش اولیهٔ فیلم در جشنوارهٔ تورنتو، خبرگزاری‌هایی کانادایی نیز از کمرنگ نشان دادن نقش کانادا در داستان فیلم انتقاد کردند.
نقد منابع جمهوری اسلامی از آرگو منفی بوده‌است. الف، تولید فیلم را به صهیونیست‌ها نسبت داد و خبرگزاری فارس با این استدلال که فیلم آرگو چند ساعت پس از تعطیل شدن سفارت کانادا در ایران، در جشنواره‌ای در تورنتو به نمایش درآمده نوشت که هدف این فیلم آن است که ایران را به عنوان دشمن معرفی کند. خبرگزاری نامه هم پیش‌بینی کرد که این فیلم نامزد جوایز اسکار خواهد شد.

## جوایز
| جایزه                           | قسمت                       | نامزد                                      | نتیجه    |
| ------------------------------- | -------------------------- | ------------------------------------------ | -------- |
| هشتاد و پنجمین دوره جوایز اسکار | بهترین فیلم                | گرنت هسلوف، بن افلک و جرج کلونی            | پیروز    |
| هشتاد و پنجمین دوره جوایز اسکار | بهترین بازیگر نقش مکمل مرد | الان آرکین                                 | نامزدشده |
| هشتاد و پنجمین دوره جوایز اسکار | بهترین فیلمنامهٔ اقتباسی    | کریس تریو                                  | پیروز    |
| هشتاد و پنجمین دوره جوایز اسکار | بهترین تدوین               | ویلیام گلندبرگ                             | پیروز    |
| هشتاد و پنجمین دوره جوایز اسکار | بهترین تدوین صدا           | اریک آدال و ایتن وان در رین                | نامزدشده |
| هشتاد و پنجمین دوره جوایز اسکار | بهترین ترکیب صدا           | جان ریتز، گرگ رودالف و خوزه آنتونیو گارسیا | نامزدشده |
| هشتاد و پنجمین دوره جوایز اسکار | بهترین موسیقی فیلم         | الکساندر دسپلا                             | نامزدشده |
| هفتادمین مراسم گلدن گلوب        | بهترین فیلم درام           |                                            | برنده    |
| هفتادمین مراسم گلدن گلوب        | بهترین بازیگر نقش مکمل مرد | آلان آرکین                                 | نامزدشده |
| هفتادمین مراسم گلدن گلوب        | بهترین کارگردانی           | بن افلک                                    | برنده    |
| هفتادمین مراسم گلدن گلوب        | بهترین فیلمنامه            | کریس تریو                                  | نامزدشده |
| هفتادمین مراسم گلدن گلوب        | بهترین موسیقی اصیل         | الکساندر دسپلا                             | نامزدشده |